# 独角兽球场
独角兽球场（法語：Stade de la Licorne），亦可译作里克尔讷球场，是一座位于法国亚眠的足球场。目前是法國足球乙級聯賽球队亚眠竞技俱乐部的主场。

## 历史
球场建成于1999年，可容纳12,097名观众。这座球场进行的第一场比赛是1999年7月24日进行的法国超级杯，由南特对阵波尔多。这座球场有着非常现代化的造型，四侧看台有着高大的透明顶棚。
朗斯竞技曾在2014/15赛季法甲联赛使用这座球场作为球队主场。因为朗斯原有的主场費利克斯-波萊特球場正在为准备2016年歐洲足球錦標賽而进行翻新工作。